# Kosinj
Kosinj ili Kosinjska dolina je mikroregija i dolina u Hrvatskoj. Nalazi se u Ličko-senjskoj županiji, na području općine Perušić. 

## Zemljopis
Kosinj se pruža tokom rijeke Like. U Kosinjskoj dolini površine 230 km2 nalaze se naselja:
- Gornji Kosinj
- Donji Kosinj
- Bakovac Kosinjski
- Mlakva
- Lipovo Polje
- Krš.

U Kosinju se nalazi umjetno akumulacijsko jezero Kruščica, nastalo potapanjem istoimenog kosinjskog zaselka. U Kosinju je 1936. godine izgrađen i Kosinjski most, kojeg je projektirao inženjer Milivoj Frković. U Kosinju je i velebna jela car, poznata kao jedno od najstarijih živućih stabala u Europi.

## Stanovništvo
Na Kosinj djeluje općepoznata depopulacija po čemu je Lika poznata.
Smatra se da se ukupan broj stanovnika smanjio za čak 10 puta od sredine prošlog stoljeća. 
U Kosinju prevladava pretežito staro stanovništvo. Mladi se sve više iseljavaju zbog velikog postotka nezaposlenosti.
Stoga mladi odlaze u obližnje gradove u nadi da imaju bolju šansu zaposliti se i osnovati obitelj.

## Kultura
Kosinj je za hrvatsku kulturu i povijest svakako najznačajniji kao mjesto tiskanja prve hrvatske tiskane knjige, Misala po zakonu rimskoga dvora od 22. veljače 1483. godine, koji je otisnut u pokretnoj Kosinjskoj tiskari kneza Anža (Ivana) VIII. Frankapana Brinjskog i radom prvog hrvatskog tiskara, autohtonog Kosinjana Ambroza Kacitića od plemena Kolunića. To potvrđuju istraživanja književnika Zvonimira Kulundžića i Ivana Mance. Do danas je sačuvano svega dvanaest primjeraka te dragocjene glagoljske knjige, čija je naklada bila otisnuta dijelom na papiru, a dijelom na pergameni. Kosinjska tiskara otisnula je po svoj prilici i druge značajne hrvatske inkunabule, poput Brevijara po zakonu rimskoga dvora iz 1490. godine.
U Kosinju se nalazi mnoštvo arheoloških, većinom neistraženih lokaliteta. Najznačajniji arheološki lokaliteti su: 
- Pisani kamen – Kosinjski Bakovac[4]
- Basarica – Donji Kosinj[5]
- Mlakvena Greda, srednjovjekovni Banj Dvor ili Banj Stol – Mlakva[6]
- Prespa ili Prijespa – Donji Kosinj[5]
- crkva sv. Ivana Krstitelja – Donji Kosinj[5]
- grad Kosinj/Kosinjski Ribnik – Bakovac Kosinjski[7]
- gradina Bočaj – Gornji Kosinj
- crkva sv. Antuna Padovanskog – Gornji Kosinj[6]
- kapela sv. Ane na Šušnju – Gornji Kosinj[6]
- parohijska crkva Mlade Nediljice – Mlakva[6]
- Trokutić, staro groblje – Krš.[6]

## Vinogradarstvo
Kosinj je poznat i po najstarijim i autohtonim vinogradima u Lici. Radi se o Pršljivki bijeloj i Vingoru crnom, sortama koje se pojavljuju isključivo u Kosinju i Ozlju. Pretpostavlja se da su prvi vinogradi u Kosinju zasađeni još krajem 15. stoljeća, a krajem 19. st. Kosinj je imao preko 20 hektara vinograda. I danas u Donjem Kosinju na imanju Ivana Delača-Trapana postoji najstarija živuća loza Pršljivke bijele, promjera stabla 53 cm, a za koju se pretpostavlja da je stara više od 150 godina.